# HMS Sussex (96)
HMS Sussex (96) là một tàu tuần dương hạng nặng thuộc lớp phụ London của lớp tàu tuần dương County được chế tạo cho Hải quân Hoàng gia Anh Quốc sau Chiến tranh Thế giới thứ nhất. Nó đã tham gia hoạt động trong suốt Chiến tranh Thế giới thứ hai, và được cho ngừng hoạt động và tháo dỡ vào năm 1950

## Thiết kế và chế tạo
Sussex được đặt lườn bởi hãng R. and W. Hawthorn, Leslie and Company, Limited tại Hebburn-on-Tyne vào ngày 1 tháng 2 năm 1927, được hạ thủy vào ngày 22 tháng 2 năm 1928 và hoàn tất vào ngày 19 tháng 3 năm 1929.

## Lịch sử hoạt động

### Địa Trung Hải, Australia và Nội chiến Tây Ban Nha
Sussex phục vụ tại Địa Trung Hải cho đến năm 1934, cùng với Hải đội Australia cho đến năm 1936, và một lần nữa hoạt động tại Địa Trung Hải cho đến năm 1939. Trong lượt hoạt động sau, nó tham gia bảo vệ các tàu bè trung lập dọc theo bừ biển Tây Ban Nha trong những ngày cuối cùng của cuộc Nội chiến Tây Ban Nha, hỗ trợ cho các tàu khu trục HMS Intrepid và HMS Impulsive. Nó giúp vào việc giải thoát cho ít nhất bốn tàu hàng Anh Quốc bị phe Quốc gia bắt giữ, nhưng đã không thể ngăn cản việc bắt giữ chiếc tàu hàng Stangate đăng ký tại cảng London bởi chiếc tàu buôn vũ trang Mar Negro thuộc phe Quốc gia ngoài khơi Valencia vào ngày 16 tháng 3 năm 1939.

### Đại Tây Dương
Vào tháng 9 năm 1939, nó hoạt động cùng với "Lực lượng H" tại khu vực Nam Đại Tây Dương trong hoạt động truy tìm chiếc tàu cướp tàu buôn Đức Admiral Graf Spee. Vào ngày 2 tháng 12, nó cùng với chiếc tàu chiến-tuần dương HMS Renown ngăn chặn chiếc tàu chở hành khách Đức Watussi. Trước khi con tàu Đức có thể bị chiếm giữ, nó đã bị thủy thủ đoàn tự đánh đắm. Sau khi Graf Spee bị đánh đắm vào tháng 12 năm 1939, nó quay trở về Anh Quốc và phục vụ cùng với Hạm đội Nhà Anh Quốc trong Chiến dịch Na Uy. Nó trải qua đợt tái trang bị tại Glasgow, và trong khi công việc này còn đang tiến hành, nó bị ném trúng bom vào ngày 18 tháng 9 năm 1940, gây ra các đám cháy nghiêm trọng, bị phá hủy phần sau đuôi, và nó mắc cạn xuống đáy cảng và nghiêng nặng. Nó bị hư hại nghiêng trọng đến mức việc sửa chữa phải kéo dài cho đến tận tháng 8 năm 1942.
Đợt bố trí tiếp theo là tại Đại Tây Dương, và sau đó là với Hạm đội Viễn Đông Anh Quốc tại Ấn Độ Dương. Vào ngày 26 tháng 2 năm 1943, nó ngăn chặn chiếc tàu tiếp liệu Đức Hohenfriedberg ở về phía Tây quần đảo Açores. Con tàu Đức tự đánh đắm sau khi bị săn đuổi, và cùng lúc đó Sussex suýt trúng một loạt ngư lôi phóng từ tàu ngầm Đức U-264 vốn đi cùng với con tàu tiếp liệu.

### Thái Bình Dương

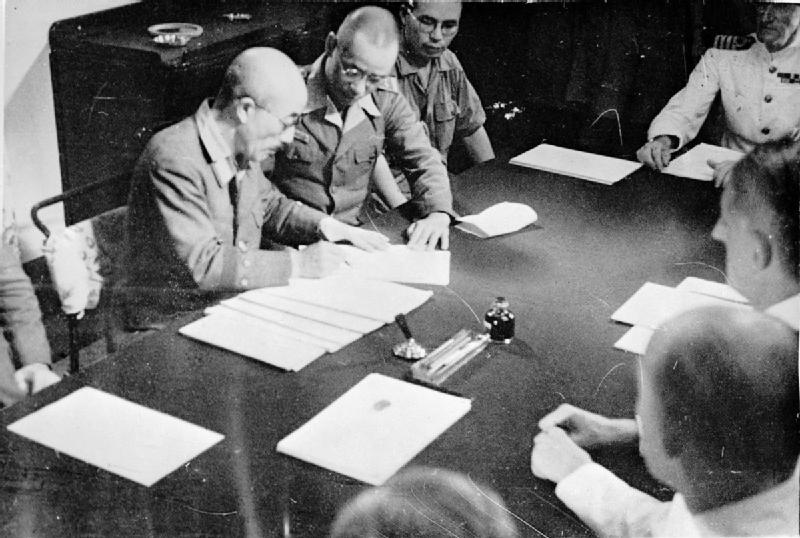
Tướng Seishirō Itagaki ký vào văn kiện đầu hàng tại Singapore bên trên chiếc HMS Sussex

Sussex trải qua năm 1944 tại Thái Bình Dương, hỗ trợ cho các hoạt động tại Đông Ấn thuộc Hà Lan sau khi ngừng bắn. Vào ngày 26 tháng 7 năm 1945, lực lượng đặc nhiệm của nó bị hai máy bay ném bom bổ nhào Aichi D3A "Val" hoạt động như những máy bay tấn công cảm tử kamikaze tấn công. Một chiếc bị tàu sân bay hộ tống HMS Ameer bắn rơi, và chiếc thứ hai bởi chính Sussex. Tuy nhiên, chiếc thứ hai bị nảy tung lên khỏi mặt biển và va chạm vào lườn chiếc tàu tuần dương bên trên mực nước, gây một vết móp rộng 2½ m. Cuối ngày hôm đó, Sussex còn bắn rơi thêm một máy bay đối phương. Vào ngày thứ tư, 5 tháng 9 năm 1945 lúc 11 giờ 30 phút, HMS Sussex tiến vào cảng Singapore, treo cờ hiệu của Chuẩn Đô đốc Cedric Holland. Tướng Seishirō Itagaki, tư lệnh lực lượng Nhật Bản đồn trú tại Singapore được đưa lên tàu, nơi ông ký vào văn bản đầu hàng của lực lượng dưới quyền, và do đó kết thúc Chiến dịch Tiderace, kế hoạch của phe Đồng Minh nhằm tái chiếm Singapore.

### Ngừng hoạt động
HMS Sussex được bán vào năm 1949, được trao cho BISCO vào ngày 3 tháng 1 năm 1950, và được kéo đến Dalmuir tại Scotland vào ngày 23 tháng 2 năm 1950, nơi nó được tháo dỡ bởi W. H. Arnott, Young and Company, Limited.